# Vize Codyho
Vize Codyho (Visions of Cody) je román amerického spisovatele Jacka Kerouaca, který je založen na Kerouacových autobiografických vzpomínkách. Podobně jako v ostatních knihách, i zde Kerouac vystupuje pod jménem Jack Duluoz. Za český překlad vydaný nakladatelstvím Argo byl Josef Rauvolf oceněn Cenou Josefa Jungmanna.
Následující tabulka znázorňuje postavy a jejich skutečné předlohy osobností, které Kerouac nacházel mezi svými přáteli.
| Skutečná osoba      | Postava z knihy |
| ------------------- | --------------- |
| Jack Kerouac        | Jack Duluoz     |
| Bill Cannastra      | Finistra        |
| Lucien Carr         | Julien Love     |
| Carolyn Cassady     | Evelyn          |
| Neal Cassady        | Cody Pomeray    |
| Hal Chase           | Val Hayes       |
| Duke Chungas        | Duke Gringas    |
| Henri Cru           | Deni Bleu       |
| Bill Garver         | Harper          |
| Allen Ginsberg      | Irwin Garden    |
| Diane Hansen        | Diane           |
| LuAnne Henderson    | Joanna Dawson   |
| Al Hinkle           | Slim Buckle     |
| Helen Hinkle        | Helen Buckle    |
| Jim Holmes          | Tom Watson      |
| John Clellon Holmes | Tom Wilson      |
| Herbert Huncke      | Huck            |
| Frank Jeffries      | Dave Sherman    |
| David Kammerer      | Dave Stroheim   |
| Jerry Newman        | Danny Richman   |
| Edie Parker         | Elly            |
| Allan Temko         | Allen Minko     |
| Bill Tomson         | Earl Johnson    |
| Ed Uhl              | Ed Wehle        |